# Stričići
Stričići (szerbül:  Стричићи), település Banja Luka községben, Bosznia-Hercegovinában, Bosanska krajina területén, a Szerb Köztársaságban. 

## Fekvése
Bosznia-Hercegovina északi részén, Banja Luka központjától légvonalban 26, közúton 37 km-re délnyugatra, a Manjača-hegység, ezen belül a Felső-Zmijanje területén, 760-1000 méteres tengerszint feletti magasságban található.

## Népessége
| Nemzetiségi csoport | Népesség 1991 | Népesség 2013 |
| ------------------- | ------------- | ------------- |
| Szerb               | 458           | 209           |
| Bosnyák             | 0             | 0             |
| Horvát              | 0             | 0             |
| Jugoszláv           | 6             | 0             |
| Egyéb               | 0             | 0             |
| Összesen            | 464           | 209           |

## Története
A határában található őskori vármaradványok arról tanúskodnak, hogy területe már a bronzkor óta sűrűn lakott volt. Ezek az erődítmények később, a vaskorban is használatban voltak.
A Banja Luka és Mrkonjić Grad közötti hegyvidék a középkori zemljaniki plébániához tartozott, amelyet II. Prijezda bosnyák bán 1287-ből származó oklevele említ először. Zmijanje a Jajcától északra fekvő Orbász-völgy várainak elesésével 1527-1528-ban oszmán fennhatóság alá került. Az első, 1540-ig tartó időszakban ezt a területet a Brod járásbeli Vrhovina náhijéhoz csatolták, majd amikor az oszmánok átkeltek a Száván, Zmijanje a Boszniai szandzsákhoz és a Kobaši kadilukhoz tartozott. A harcok lecsendesedésével a Zmijanjei náhije különvált, és önálló közigazgatási egység lett. 1592-től a Banja Luka-i kádilukhoz tartozott.
A település 1878-ig tartozott az Oszmán Birodalomhoz, ekkor a berlini kongresszus határozata alapján az Osztrák-Magyar Monarchia része lett. 1879-ben az első osztrák-magyar népszámlálás során a Banja Luka-i járáshoz tartozó településnek 53 háztartása és 322 ortodox lakosa volt. 1910-ben a Banja Luka-i járáshoz tartozó településen 55 háztartást és 461 lakost találtak. A monarchia szétesésével 1918-ban előbb a Szerb-Horvát-Szlovén Királyság, majd 1929-től a Jugoszláv Királyság része. 1921-ben a községnek összesen 59 háztartása és 435 lakosa volt. Jugoszlávia megszállása után a Független Horvát Állam (NDH) része lett. A második világháború után a szocialista Jugoszláviához tartozott. A daytoni békeszerződést követő területfelosztásnál Banja Luka község részeként a Szerb Köztársaság területéhez került.

## Nevezetességei
- Gradina 1 – őskori erődítmény maradványai a Dulići településrész felett, a Palež-hegy nyugati oldalán. A lelőhely platóját földsáncok védték, melyekre kötőanyag nélküli kőfalakat építettek. Az erődöt a szakemberek a vaskorra datálták.[4]

- Gradina 2 - őskori erődítmény maradványai. A Gradina platóját földből és kőből rakott sáncok védték. Az erődöt a szakemberek a késő bronzkorra és a vaskorra datálták.[4]

- Gromilica - őskori erődítmény maradványai az Uzlomacnak a Stričići-mező felé eső, legalacsonyabb platóján. Az erőd falai kőből, kötőanyag nélkül épültek. Korát a szakemberek a késő bronzkorra és a vaskorra datálták.[4]